# ورسا (کنتاکی)
ورسا (به انگلیسی: Warsaw) شهری در ایالت کنتاکی کشور ایالات متحده آمریکا است که جمعیت آن در سرشماری سال ۲۰۱۰ میلادی، ۱٬۶۱۵ نفر بوده‌است.